# Športový Klub Slovan Bratislava (femminile)
Lo Športový Klub Slovan Bratislava ženy, noto semplicemente come Slovan Bratislava, è una squadra di calcio femminile, sezione femminile dell'omonimo club slovacco con sede nella città di Bratislava. Con i suoi dodici titoli nazionali conquistati in 1. liga žien, primo livello del campionato slovacco femminile di calcio, unito alle quattro coppe di categoria, è la più titolata formazione femminile dello stato mitteleuropeo.

## Palmarès
- 1. liga žien (calcio): 14

1995, 1996, 1997, 1998, 1999, 2001, 2004, 2009, 2010, 2011, 2012, 2016, 2018, 2019
- Slovenský pohár Ženy: 5

2008-2009, 2010-2011, 2011-2012, 2012-2013, 2017-18

### Risultati nelle competizioni UEFA
| Stagione | Competizione     | Fase                     | Avversario           | Risultato | Risultato | Risultato |
| Stagione | Competizione     | Fase                     | Avversario           | andata    | ritorno   | aggregato |
| -------- | ---------------- | ------------------------ | -------------------- | --------- | --------- | --------- |
| 2010-11  | Champions League | gironi di qualificazione | 2001 Duisburg        | 0-3       | 0-3       | 0-3       |
| 2010-11  | Champions League | gironi di qualificazione | Glasgow City         | 0-4       | 0-4       | 0-4       |
| 2010-11  | Champions League | gironi di qualificazione | Crusaders NS         | 1-0       | 1-0       | 1-0       |
| 2011-12  | Champions League | gironi di qualificazione | Unia Racibórz        | 1-0       | 1-0       | 1-0       |
| 2011-12  | Champions League | gironi di qualificazione | PK-35 Vantaa         | 0-1       | 0-1       | 0-1       |
| 2011-12  | Champions League | gironi di qualificazione | Ada Velipojë         | 16-0      | 16-0      | 16-0      |
| 2012-13  | Champions League | gironi di qualificazione | Unia Racibórz        | 0-5       | 0-5       | 0-5       |
| 2012-13  | Champions League | gironi di qualificazione | Bobruichanka         | 3-2       | 3-2       | 3-2       |
| 2012-13  | Champions League | gironi di qualificazione | Ekonomist Nikšić     | 0-8       | 0-8       | 0-8       |
| 2016-17  | Champions League | gironi di qualificazione | Zurigo               | 1-3       | 1-3       | 1-3       |
| 2016-17  | Champions League | gironi di qualificazione | Pomurje              | 2-4       | 2-4       | 2-4       |
| 2016-17  | Champions League | gironi di qualificazione | Vllaznia             | 2-1       | 2-1       | 2-1       |
| 2020-21  | Champions League | 1Q                       | Gintra Universitetas | 0-4       | 0-4       | 0-4       |

## Organico

### Rosa 2016-2017
Rosa e numeri come da sito UEFA.
| N. |                       | Ruolo | Calciatrice        |
| -- | --------------------- | ----- | ------------------ |
| 1  | Slovacchia (bandiera) | P     | Veronika Matušková |
| 2  | Slovacchia (bandiera) | D     | Orsolya Rublíková  |
| 3  | Slovacchia (bandiera) | C     | Petra Vojteková    |
| 4  | Slovacchia (bandiera) | C     | Linda Lacková      |
| 5  | Slovacchia (bandiera) | C     | Petra Čopíková     |
| 6  | Slovacchia (bandiera) | C     | Terézia Kovaľová   |
| 7  | Slovacchia (bandiera) | C     | Alexandra Hollá    |
| 8  | Slovacchia (bandiera) | D     | Barbara Juríková   |
| 9  | Slovacchia (bandiera) | C     | Martina Šurnovská  |
| 10 | Slovacchia (bandiera) | C     | Juliána Čahojová   |
| 11 | Slovacchia (bandiera) | A     | Monika Nižňanská   |
| 12 | Slovacchia (bandiera) | D     | Andrea Vrabcová    |

| N. |                       | Ruolo | Calciatrice              |
| -- | --------------------- | ----- | ------------------------ |
| 13 | Slovacchia (bandiera) | A     | Simona Fatulová          |
| 14 | Slovacchia (bandiera) | A     | Martina Švecová          |
| 15 | Slovacchia (bandiera) | D     | Sandra Pribilová         |
| 16 | Slovacchia (bandiera) | C     | Patrícia Lukačiková      |
| 17 | Slovacchia (bandiera) | A     | Alexandra Tóthová        |
| 18 | Slovacchia (bandiera) | D     | Gréta Hviščová           |
| 19 | Slovacchia (bandiera) | D     | Terézia Kulová           |
| 20 | Slovacchia (bandiera) | A     | Veronika Jančová         |
| 21 | Slovacchia (bandiera) | D     | Katarina Pračková        |
| 22 | Slovacchia (bandiera) | P     | Michaela Kubišová        |
| 24 | Slovacchia (bandiera) | A     | Rebecca Emília Horvátová |
| 33 | Slovacchia (bandiera) | P     | Dominica Rezeková        |